# 布雷瑟顿方程
布雷瑟顿方程(Bretherton equation)是一个非线性偏微分方程：
{\displaystyle u_{tt}+u_{xx}+u_{xxxx}-\alpha *u^{3}=0}

## 解析解
利用Maple软件包TWSolution可得布雷瑟顿方程两个WeirstrassP函数行波解和六个Jacobi椭圆函数行波解。
{\displaystyle {u(x,t)=-(1/30)*(_{C}5^{2}+_{C}4^{2})*{\sqrt {(}}30)/({\sqrt {(}}\alpha )*_{C}4^{2})-2*{\sqrt {(}}30)*_{C}4^{2}*WeierstrassP(_{C}3+_{C}4*x+_{C}5*t,-(1/180)*(_{C}5^{4}+2*_{C}5^{2}*_{C}4^{2}+_{C}4^{4})/_{C}4^{8},(1/5400)*(_{C}5^{2}+_{C}4^{2})*(_{C}5^{4}+2*_{C}5^{2}*_{C}4^{2}+_{C}4^{4})/_{C}4^{1}2)/{\sqrt {(}}\alpha )}}
{\displaystyle {u(x,t)=(1/30)*(_{C}5^{2}+_{C}4^{2})*{\sqrt {(}}30)/({\sqrt {(}}\alpha )*_{C}4^{2})+2*{\sqrt {(}}30)*_{C}4^{2}*WeierstrassP(_{C}3+_{C}4*x+_{C}5*t,-(1/180)*(_{C}5^{4}+2*_{C}5^{2}*_{C}4^{2}+_{C}4^{4})/_{C}4^{8},(1/5400)*(_{C}5^{2}+_{C}4^{2})*(_{C}5^{4}+2*_{C}5^{2}*_{C}4^{2}+_{C}4^{4})/_{C}4^{1}2)/{\sqrt {(}}\alpha )}}
{\displaystyle p[3]:=-4.4229081351691113421-0.93307517430300270455e-1*I+(18.208764436791314548+0.*I)*JacobiDN(1.22+1.3*x+(15.095721921379631782+24.271454992000839308*I)*t,1.1984050731412980386-.42555954136146448708*I)^{1}.5}
{\displaystyle p[4]:=-5.1919544739096094160+5.3436314406870407268*I+(18.208764436791314548+0.*I)*JacobiNS(1.22+1.3*x+(15.095721921379631782+24.271454992000839308*I)*t,1.1984050731412980386-.42555954136146448708*I)^{1}.5}
{\displaystyle p[5]:=-2.5743416547838020433-3.2877514938561477464*I+(2.3878725879366620662-40.119130323671954306*I)*JacobiND(1.22+1.3*x+(15.095721921379631782+24.271454992000839308*I)*t,1.1984050731412980386-.42555954136146448708*I)^{1}.5}
{\displaystyle p[6]:=-5.5945307529851545322+1.6067031040792677714*I+(2.3878725879366620662-40.119130323671954306*I)*JacobiNC(1.22+1.3*x+(15.095721921379631782+24.271454992000839308*I)*t,1.1984050731412980386-.42555954136146448708*I)^{1}.5}
{\displaystyle p[7]:=-5.1805015655073574818+2.2007257608074972052*I+(21.217747598613725681-27.288660748456732356*I)*JacobiSN(1.22+1.3*x+(15.095721921379631782+24.271454992000839308*I)*t,1.1984050731412980386-.42555954136146448708*I)^{1}.5}
{\displaystyle p[8]:=-5.7120768471542134149-.77489365858670457610*I+(21.217747598613725681-27.288660748456732356*I)*JacobiCN(1.22+1.3*x+(15.095721921379631782+24.271454992000839308*I)*t,1.1984050731412980386-.42555954136146448708*I)^{1}.5}
{\displaystyle }
{\displaystyle }
{\displaystyle }
{\displaystyle }
{\displaystyle }
{\displaystyle }
{\displaystyle }

## 行波图
|  |  |  |  |

|  |  |  |  |